# Moravský Krumlov
Moravský Krumlov (en allemand : Mährisch-Krumau ou Kromau) est une ville du district de Znojmo, dans la région de Moravie-du-Sud, en Tchéquie. Sa population s'élevait à 5 707 habitants en 2024.

## Géographie
Moravský Krumlov se trouve à 27 km au sud-ouest de Brno, à 29 km au nord-est de Znojmo et à 178 km au sud-est de Prague.
La commune est limitée par Ivančice au nord, par Nové Bránice, Trboušany et Jezeřany-Maršovice à l'est, par Vedrovice, Olbramovice et Lesonice à l'est, par Rybníky, Dobřínsko et Jamolice au sud.

## Histoire
La première mention écrite du village date de 1289.
Jusqu'en 1918, la ville de Mährisch-Kromau - Moravský Krumlov (Kromau en 1850) fait partie de la monarchie autrichienne (empire d'Autriche), puis Autriche-Hongrie (Cisleithanie après le compromis de 1867), chef-lieu du district de même nom, l'un des 34 Bezirkshauptmannschaften en Moravie.

## Administration
La commune se compose de quatre sections :
- Moravský Krumlov
- Polánka
- Rakšice
- Rokytná

## Population
Recensements (*) ou estimations de la population :
| 1869* | 1880* | 1890* | 1900* | 1910* | 1921* |
| ----- | ----- | ----- | ----- | ----- | ----- |
| 3 020 | 3 215 | 3 398 | 3 398 | 3 833 | 4 177 |

| 1930* | 1950* | 1961* | 1970* | 1980* | 1991* |
| ----- | ----- | ----- | ----- | ----- | ----- |
| 4 200 | 3 784 | 4 516 | 4 602 | 5 590 | 6 103 |

| 2001* | 2011* | 2015  | 2016  | 2017  | 2018  |
| ----- | ----- | ----- | ----- | ----- | ----- |
| 6 102 | 5 778 | 5 836 | 5 840 | 5 812 | 5 758 |

| 2019  | 2020  | 2021* | 2022  | 2023  | 2024  |
| ----- | ----- | ----- | ----- | ----- | ----- |
| 5 729 | 5 715 | 5 653 | 5 606 | 5 677 | 5 707 |

## Patrimoine

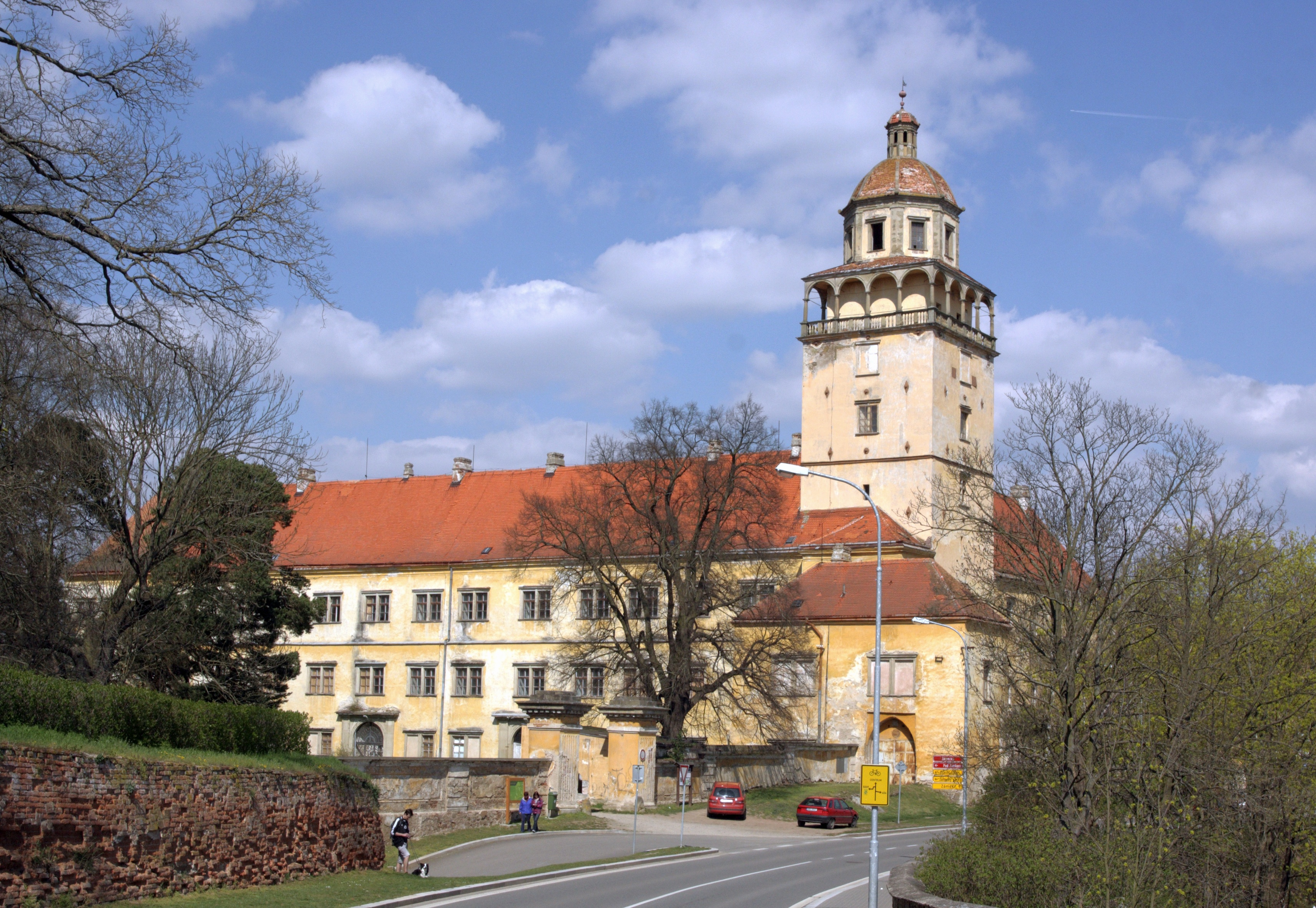
Château de Moravský Krumlov.
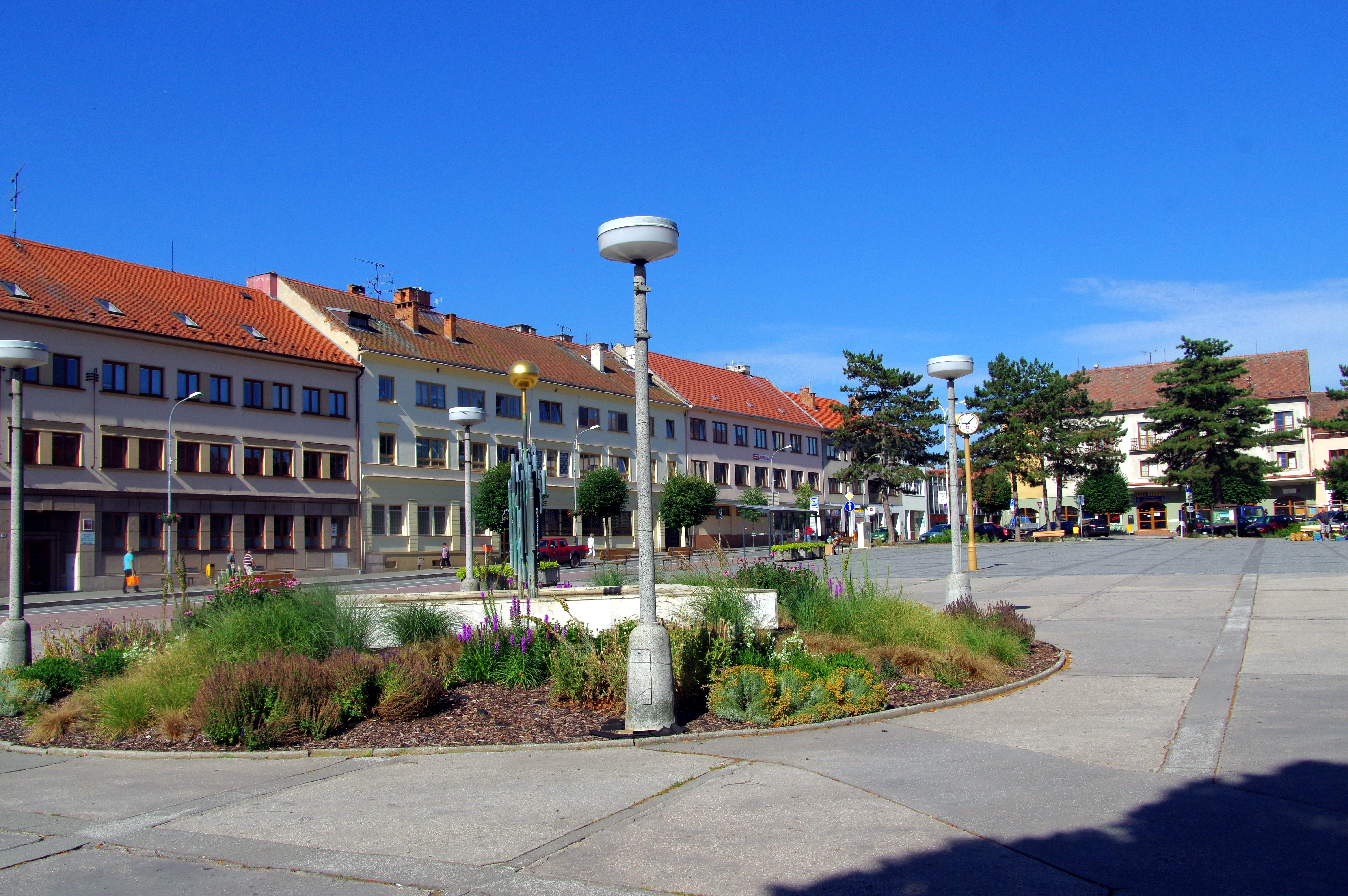
Place T.G. Masaryk.

Patrimoine religieux

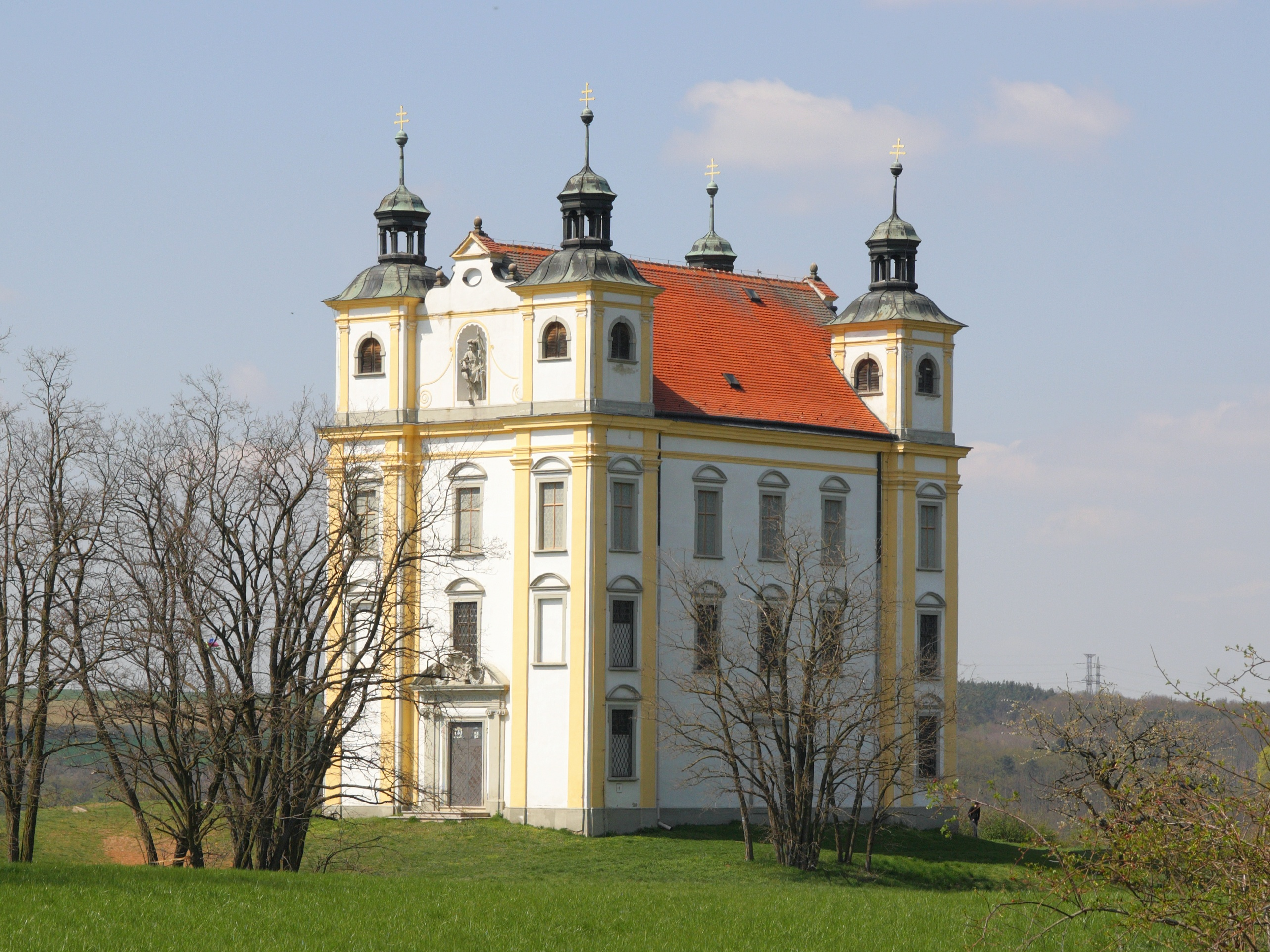
Église Saint-Florian.
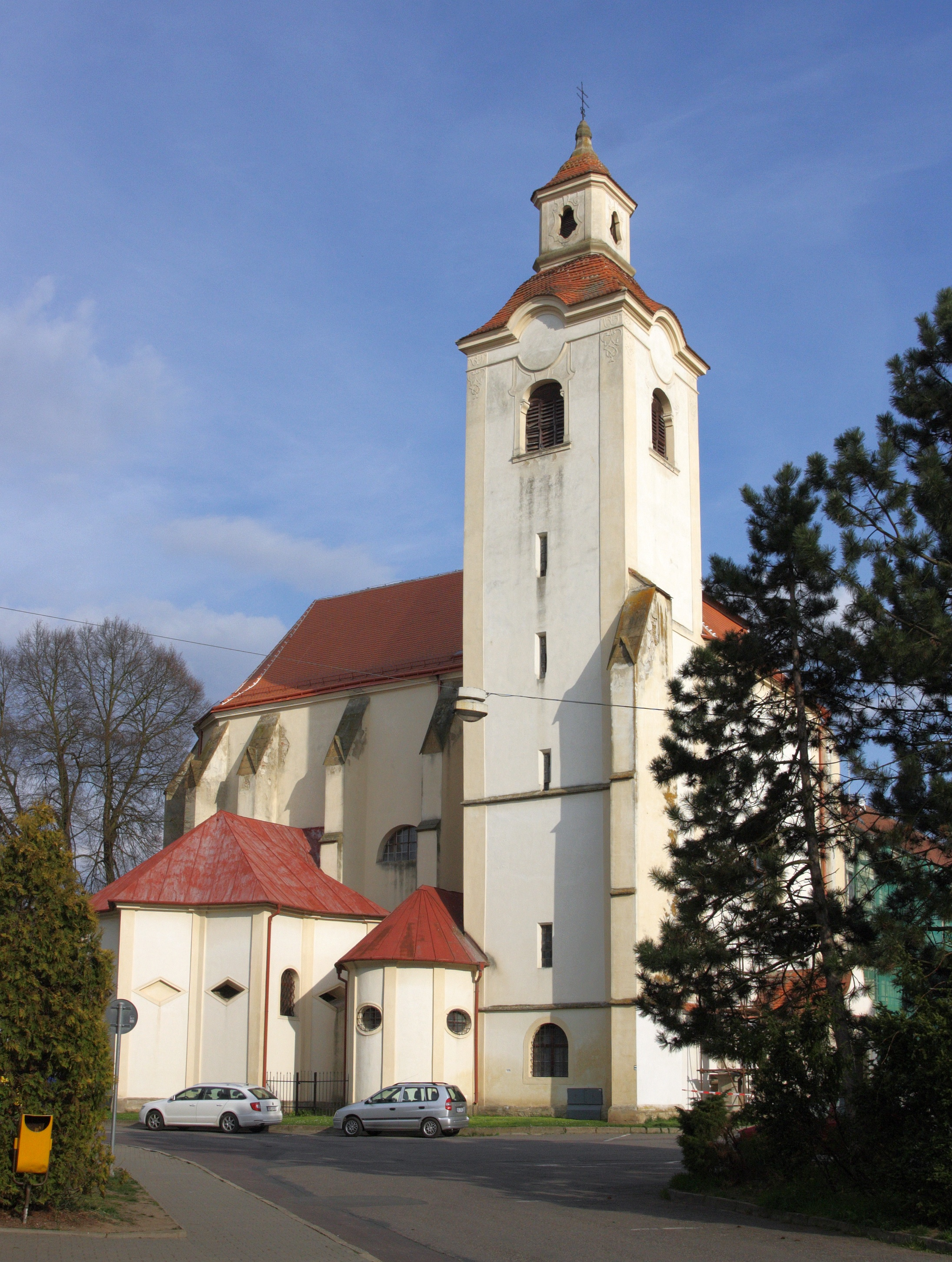
Église Saint-Barthélemy.
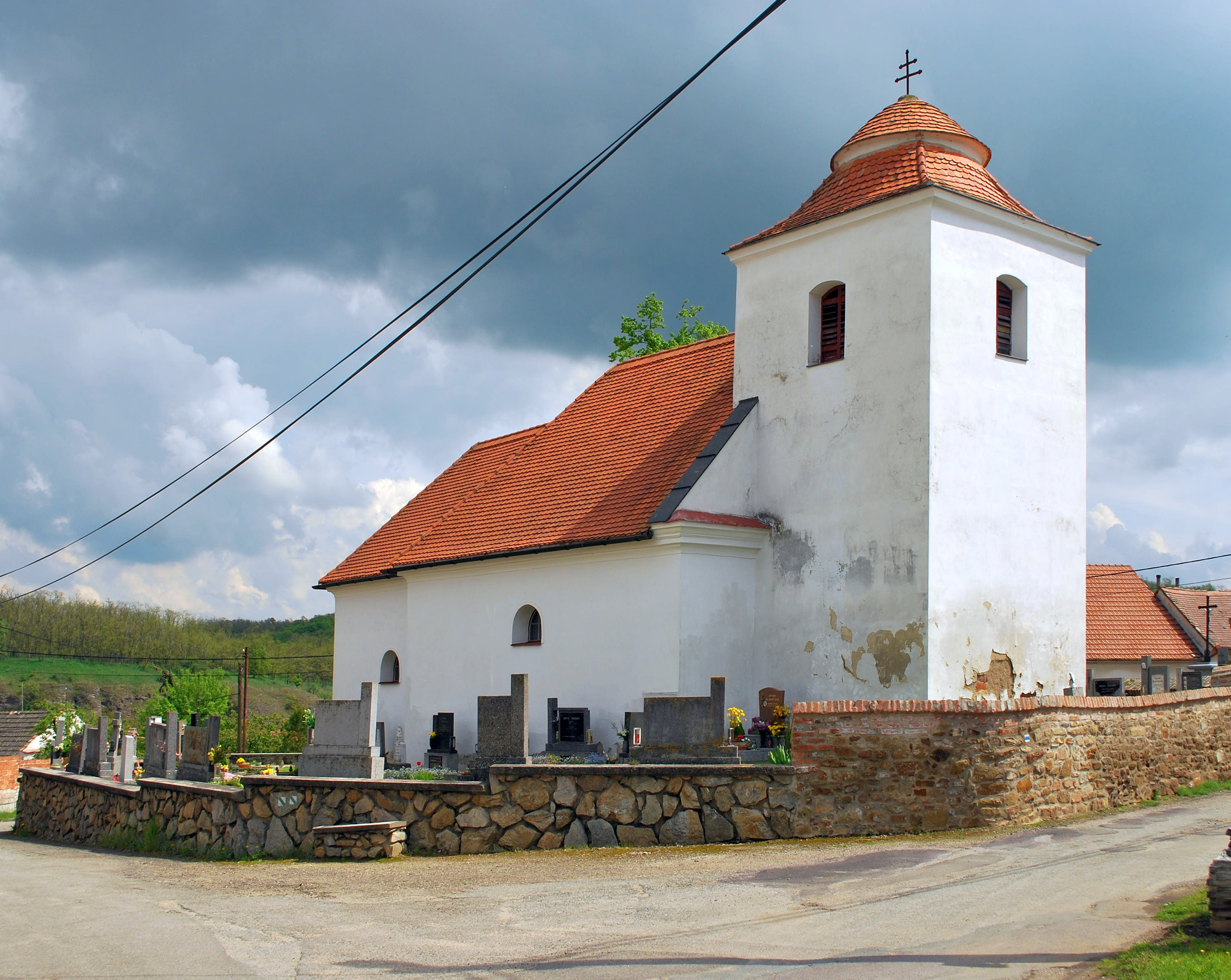
Église Saint-Léopold III.

## Transports
Par la route, Moravský Krumlov se trouve à 34 km de Znojmo, à 39 km de Brno et à 211 km de Prague.